# Musée Enkū

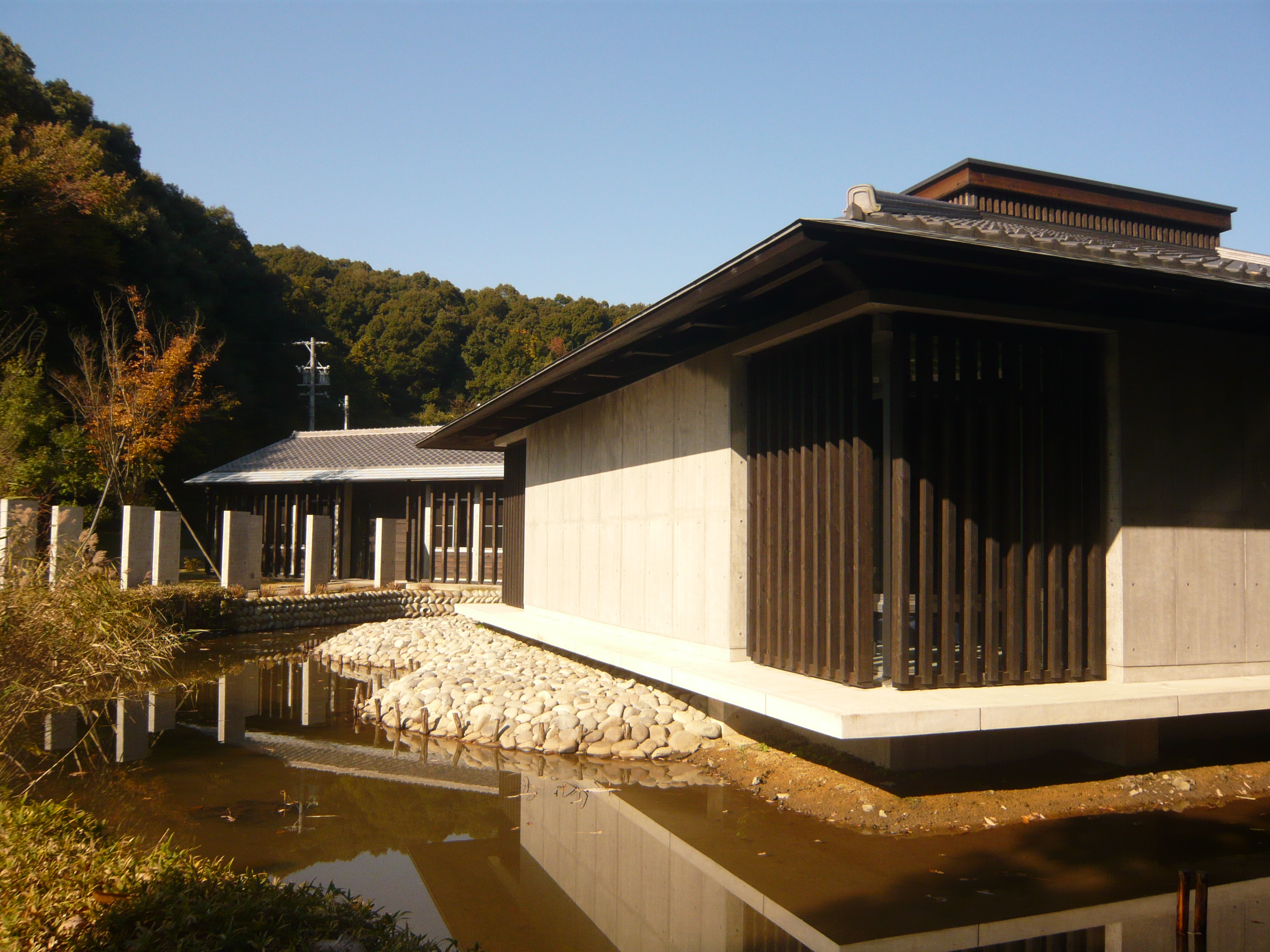
Musée Enkū

Le musée Enkū (円空館, Enkūkan) consacré au moine et sculpteur japonais Enkū se trouve dans la ville de Seki, préfecture de Gifu au Japon. Enkū naît dans la province de Mino, actuelle préfecture de Gifu, en 1632 et meurt à Seki en 1695,.